# Allan da Rosa
Allan da Rosa (São Paulo, 10 de abril de 1976) é um escritor de ficção, teatro, teoria e ensaios. 
Tem Pós Doutorado em Estética pelo MECILA, Universidade de Colônia/Alemanha e CEBRAP.
É Doutor e Mestre em Cultura e Educação pela Universidade de São Paulo (USP), onde se graduou em História.
Angoleiro, é discípulo de Mestre Marrom desde 2005, no Grupo de Capoeira Angola Irmãos Guerreiros, de Taboão da Serra/SP, após estudar 5 anos com o Contra Mestre Pinguim, da linhagem de Mestre Gato Preto. Coordena aulas de Capoeira Angola no CRD (Centro de Referência da Dança de São Paulo) e também ensinou alguns anos no Teatro Clariô, além de apresentar a Capoeira Angola para estudantes africanos como artista-residente convidado pela UNILAB, mesclando a Capoeiragem com Literatura.
É atuante como militante do movimento negro em arte/educação. Concebeu o conceito e prática da Pedagoginga, ao coordenar e realizar vários cursos de Artes e História e Cultura Afro-brasileira, Afro-atlântica e Africana nas periferias de São Paulo e, depois, em muitos lugares do Brasil e do mundo.
Foi também feirante, office-boy, operário e vendedor.
Fundou em 2005 a editora Toró, para publicar as obras de autores formados no movimento de Literatura Periférica. Foi muito atuante na primeira década do Sarau da Cooperifa.

## Obras publicadas
- Vão. São Paulo: Edições Toró, 2005. (poesia)
- Da Cabula. São Paulo: Edições Toró, 2006. 2.ed. São Paulo: Global, 2008 (teatro)
- Zagaia. São Paulo: Editora DCL, 2007. (infantojuvenil)
- Morada. Coautoria com Guma. São Paulo: Edições Toró, 2007 (poesia e fotografia)
- A Calimba e a Flauta: Versos Úmidos e Tesos. Coautoria com Priscila Preta. São Paulo: Edições Toró; Capulanos Cia. De Arte, 2012. (poesia)
- Reza de mãe. São Paulo: Editora Nós, 2016 (contos)
- Zumbi Assombra Quem?. São Paulo: Editora Nós, 2017 (infantojuvenil)